# Philip Baker (provost)
Pour les articles homonymes, voir Baker.
Philip Baker, né à Barnstaple, fl. en 1558-1569, est provost de King's College à Cambridge.

## Biographie
Philip Baker naît à Barnstaple dans le Devonshire vers 1522/1523. Il étudie à Eton et est admis au King's College de Cambridge en 1540, à l'âge de dix-sept ans, est diplômé d'un B.A. en 1544–1545, M.A. en 1548 , BTh en 1554 et DTh en 1562. Il est nommé provost du King's College par la reine Élisabeth en 1558. Il occupe plusieurs postes dans des églises et des cathédrales, et il est vice-chancelier de l'université en 1561-1562. Andrew Wardrobe en raison de son refus de souscrire à la confession de foi que Grindal, évêque de Londres, exige de tout son clergé. La reine Élisabeth occupe la loge du provost au King's College lors de sa visite à Cambridge en 1564, et Philip Baker est l'un des participants à l'acte de divinité qui se tient alors devant sa majesté. En 1565, certains des membres du collège exposent des articles contre Philip Baker à Nicholas Bullingham (en), évêque de Lincoln, leur visiteur. Dans ces articles, le provost est accusé d'avoir manqué à ses devoirs dans divers domaines et d'avoir favorisé la papauté et les papistes. L'évêque lui donne certaines injonctions, qu'il ne respecte pas. Il enjoint au provost de détruire une grande quantité d'objets populistes, comme les livres de messe, les couchers, les graals, les chapes, les vêtements, les chandeliers, les croix, les lutins, les paxes et le jubé d'airain, ce que le provost ne pas fait, mais qu'il garde dans un endroit secret.

En 1569, les fellows se plaignent à nouveau de lui auprès de l'évêque Grindal et de Sir William Cecil, chancelier de l'université, et la reine finit par émettre une commission spéciale pour la visite générale du collège. Philip Baker s'enfuit alors à Louvain, le grand réceptacle du clergé popiste anglais, et est officiellement privé de son poste de prévôt le 22 février 1569-70. À peu près à la même époque, il perd toutes ses autres prérogatives. Fuller dit : 
« Even such as dislike his judgment will commend his integrity, that having much of the college money and plate in his custody (and more at his command, aiming to secure, not enrich himself), he faithfully resigned all; yea, carefully sent back the college horses which carried him to the sea side. »
« Même ceux qui n'apprécient pas son jugement salueront son intégrité, car ayant sous sa garde une grande partie de l'argent et des plaques de l'université (et plus encore à sa disposition, dans le but de s'assurer et non de s'enrichir), il a fidèlement renoncé à tout ; oui, il a soigneusement renvoyé les chevaux de l'université qui l'ont transporté jusqu'au bord de la mer. »
.
Il est en vie en 1601 et il n'est pas improbable qu'il soit alors autorisé à retourner en Angleterre.